# Orla Perć
Orla Perć (hr. "Orlova staza") je planinarski put u Tatrama u južnoj Poljskoj. Smatran je za najtežu i najopasniju stazu u cijelim Tatrama i stoga je pogodna samo za iskusne planinare. Staza je označena crvenim znacima. Od kad je bila izrađena, više od 120 ljudi poginuo je na putu.

## Tehnički podaci
Staza se nalazi u centru Visokih Tatra. Ukupna dužina dostupnoga puta je 4,5 km. Puno vrijeme prijelaza (u ljetnim mjesecima, ovisno o uvjetima na stazi) mijenja se od 6 do 8 sati. Najviša točka je Kozi Wierch s 2291 m n.v. Staza počinje na prijevoju Zawrat (2159 m) i završava na prijevoju Krzyżne (2112 m); vodi preko nekoliko vrhova i traverzuje druge. Staza je vrlo opasna i vodi uglavnom uz planinski greben. Mnogobrojne pomoći za penjanje su dostupne za planinare na najstrimijim i vertikalnim dijelovima, uključujući ljestve, ljestvice, lance i metalne stepenice. Najčešće zemlje su uglavnom granitske ploče, šljunak i neravne površine. Staza je povezana s drugim stazama; postoji ukupno osam raskrižja koje vode u planinarske domove. Dio s prijevoja Zawrat do Koziega Wiercha je jednosmjeran. Pad kamenja i lavine su moguće uzduž puta.

## Povijest
Stazu je izmislio 1901. godine Franciszek Nowicki, poljski pjesnik i planinski vodič. Stazu je izgradio i označio svećenik Walenty Gadowski između 1903. i 1906.; međutim raskrižja i druge pomoćne staze su bile sprovodene i označene do 1911. Nakon nekoliko smrtnih nesreća, 2006. planinski vodič Irena Rubinowska i Piotr Mikucki, redatelj, apelovali su organanima Tatranskoga nacionalnoga parka da razmontiraju sve pomoći za penjanje uzduž staze i da ih promijene na via ferratu. Apel se sreo s različitim reakcijama profesionalnih grupa uključenih u turistički biznes. Bilo je zaključeno da ovo je povijesna staza i da ostat će nepromijenjena. Pošto mnogobrojne nesreće su se događale kada planinari hodali u suprotnim smjerovima, Uprava Tatranskoga nacionalnoga parka od srpnja 2007. uvela je jednosmjeran pokret na dijelu s prijevoja Zawrat do Koziega Wiercha.